# Albardón megye
Albardón egy megye Argentína nyugati részén, San Juan tartományban. Székhelye General San Martín.

## Népesség
A megye népessége a közelmúltban a következőképpen változott:
| Év   | Lakosság |
| ---- | -------- |
| 2001 | 20 269   |
| 2010 | 23 888   |